# Accord Atlantique
Lire en ligne

Lire sur le site du ministère de la Justice Canada

La Loi de mise en œuvre de l’Accord atlantique Canada — Terre-Neuve-et-Labrador ((en) Canada–Newfoundland and Labrador Atlantic Accord Implementation Act) (L.C. 1987, ch. 3) est un entente signée entre le Gouvernement du Canada et le Gouvernement de Terre-Neuve-et-Labrador en 1985 sur la gestion des ressources gazière extraterritoriales (offshore) adjancente à l'île de Terre-Neuve. L'entente négociée avec le gouvernement progressiste-conservateur de Brian Mulroney et visant à remplacer la loi Règlement sur les terres pétrolifères et gazifères du Canada, le Loi sur les concessions de terres publiques et la Loi sur les terres territoriales. L'entente permet la création de l'Office des hydrocarbures extracôtiers Canada-Terre-Neuve et Labrador.
Le nom d'Accord Atlantique est également utilisé lors d'une entente financière impliquant un transferts de fonds du gouvernement fédéral vers les gouvernements de Terre-Neuve-et-Labrador et de la Nouvelle-Écosse en 2005.